# Marco Friedl
Marco Friedl (ur. 16 marca 1998 w Kirchbichl) – austriacki piłkarz występujący na pozycji obrońcy w niemieckim klubie Werder Brema oraz w reprezentacji Austrii. Wychowanek Bayernu Monachium.